# NGC 911
NGC 911 (również PGC 9221 lub UGC 1878) – galaktyka eliptyczna (E), znajdująca się w gwiazdozbiorze Andromedy. Odkrył ją Édouard Jean-Marie Stephan 30 października 1878 roku.
W galaktyce tej zaobserwowano supernową SN 2006em.